# Indiase kalender
De Indiase nationale kalender (ook wel Saka-kalender genoemd) is de officiële kalender van de staat India.
Deze kalender wordt naast de gregoriaanse kalender gebruikt. De Saka-kalender dient niet te worden verward met de Hindoekalender.

## Jaarindeling
|    | Maand                     | Lengte (dagen) | Gregoriaanse datum |
| -- | ------------------------- | -------------- | ------------------ |
| 1  | Chaitra                   | 30/31          | 22 maart           |
| 2  | Vaishākha                 | 31             | 21 april           |
| 3  | Jyaishtha                 | 31             | 22 mei             |
| 4  | Āshādha                   | 31             | 22 juni            |
| 5  | Sravana                   | 31             | 23 juli            |
| 6  | Bhādrapada                | 31             | 23 augustus        |
| 7  | Āshwina                   | 30             | 23 september       |
| 8  | Kārtika                   | 30             | 23 oktober         |
| 9  | Mārgashīrsha (Agrahayana) | 30             | 22 november        |
| 10 | Pausa                     | 30             | 22 december        |
| 11 | Māgha                     | 30             | 21 januari         |
| 12 | Phālguna                  | 30             | 20 februari        |

Het Saka-jaar heeft aldus 365 of 366 dagen, net als de gregoriaanse kalender. Jaren worden geteld vanaf het Gregoriaanse jaar 78. In dat jaar versloeg koning Gautamiputra Satakarni van het rijk Satavahana zijn tegenstanders, hetgeen gezien wordt als een belangrijke gebeurtenis in de Indiase geschiedenis. Door het getal "78" bij het Saka-jaar te voegen, komt men aldus bij het Gregoriaanse jaar uit. Merkwaardig is dat de maanden van de Indiase kalender nagenoeg samenvallen (soms één dag verschillen) met de periodes van de sterrenbeelden van de zogenaamde Westerse astrologie.

## Achtergrond
De Saka-kalender is in 1957 ingevoerd.

## Verwijzingen
- Calendars and their History (by L.E. Doggett)
- Indian Calendars (by Leow Choon Lian, pdf, 1.22mb)
- Positional astronomy in India

Zonnekalender · Maankalender · Lunisolaire kalender· Biodynamische kalender